# InTiCa Systems
Die InTiCa Systems AG ist ein deutscher Automobilzulieferer mit Sitz in Passau. Kerngeschäft des Unternehmens ist die Entwicklung, Herstellung und Vermarktung von induktiven Komponenten, passiver analoger Schaltungstechnik und mechatronischer Baugruppen. Das Unternehmen gliedert sich in die Geschäftsfelder Automobiltechnologie und Industrieelektronik.

## Geschichte
Das Unternehmen wurde im Jahr 2000 als InTelCom Systems AG als Unternehmen der Telekommunikationsbranche gegründet. Am 8. November 2004 erfolgte der Börsengang an der Frankfurter Wertpapierbörse. 2006 wurde die erste internationale Produktionsstätte in Tschechien eröffnet. Im Jahr 2008 wurde das Unternehmen in InTiCa Systems AG umbenannt, es machte noch 76 % seines Umsatzes mit der Telekommunikation im Bereich kabelgebundener Netze. Seit 2015 konzentriert sich seit InTiCa Systems ausschließlich auf die Geschäftsfelder Automobiltechnologie und Industrieelektronik. Seit 2016 betreibt InTiCa Systems ein Produktionswerk in Mexiko. Der Umsatzanteil des Automobilbereichs lag im Jahr 2018 bei über 77 %. Am Hauptsitz in Passau betreibt das Unternehmen ein Technologiezentrum, die Produktionsstätten liegen in Prachatice, Tschechien und Silao, Mexiko.

## Aktie und Anteilseigner
Die Aktie der Gesellschaft ist im General Standard gelistet und im CDAX enthalten. Das Grundkapital der Gesellschaft ist aufgeteilt in rund 4,3 Millionen Inhaberaktien. Aktionäre mit meldepflichtigen Anteilen siehe Tabelle:
| Anteil  | Anteilseigner Stand: 19. März 2019                      |
| ------- | ------------------------------------------------------- |
| 25,17 % | Dr. Dr. Axel Diekmann über die PRINTad Verlags - GmbH   |
| 25,11 % | Thorsten Wagner über die Global Derivative Trading GmbH |
| 5,02 %  | Tom Hiss über die Ludic GmbH                            |
| 3,05 %  | Jürgen und Elisabeth Donath                             |

Aufgrund von durch das Unternehmen selbst gehaltenen Aktien liegt der Streubesitz bei rund 40,5 %. 